# Voschodprogramma

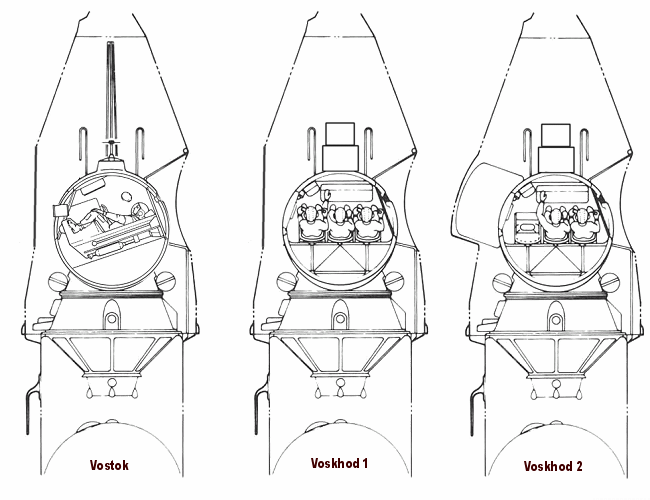
Positie van bemanning in Vostok en Voschod ruimteschepen

Schematische weergave van de Voschod-ruimteschepen

Voschod (Russisch: Восход, "zonsopgang") was een programma voor bemande ruimtevaart van de voormalige Sovjet-Unie tussen 1963 en 1966. Binnen het programma, dat was bedoeld om meerdere mensen tegelijk de ruimte in te sturen, zijn 5 vluchten uitgevoerd met aangepaste Vostok-ruimteschepen, waarvan twee bemand.

## Doelstelling en ontwerp
Na de eerste succesvolle bemande vluchten in het Vostok-programma wilde de hoofdontwerper van het Sovjet-ruimteprogramma, Sergej Koroljov, nog zes aanvullende vluchten met de Vostok-capsules uitvoeren om daarna over te stappen op het driepersoons ruimteschip Sojoez. Onder druk van het Politbureau werd in allerijl het Voschodprogramma gestart om het Amerikaanse Geminiprogramma af te troeven. Doelstellingen waren onder andere het lanceren van de eerste meerkoppige bemanning, het uitvoeren van de eerste ruimtewandeling en de eerste langdurige ruimtemissie (langer dan 7 dagen).
Wegens tijdgebrek werd besloten om bestaande Vostok-capsules aan te passen. De schietstoelen werden verwijderd om plaats te maken voor 3 zitplaatsen die haaks ten opzichte van de oorspronkelijke schietstoel geplaatst werden. Deze opstelling was zodanig krap bemeten dat er geen ruimte was om de kosmonauten drukpakken te laten dragen, zoals in de Vostok-capsules wel het geval was. Gevolg was dat in geval van nood de bemanning geen enkele mogelijkheid had om uit de capsule te ontsnappen. Omdat het instrumentenpaneel niet verplaatst werd, konden de bemanningsleden de instrumenten alleen aflezen door hun hoofden naar links te draaien. Boven op de capsule werd een reserve remraket geplaatst die op vaste brandstof werkte.
In tegenstelling tot de Vostok-capsules bleef de bemanning aan boord tot de landing wat een aanpassing van het landingssysteem vereiste om een zachte landing te garanderen. Een grotere parachute werd gebruikt die uitgerust was met een remraket die in de laatste meters van de landing de snelheid tot exact nul terugbracht.
De aanpassingen maakten het Voschod-ruimteschip fors zwaarder dan de standaard Vostok-capsules, met een aanpassing aan de draagraket als gevolg. De bestaande R-7-draagraket werd uitgerust met een krachtige derde rakettrap die was ontwikkeld voor de lancering van interplanetaire sondes. De nieuwe combinatie vormde de Voschod-draagraket (R7 - 11A57) en was een fors stuk hoger dan de Vostok-draagraket. Aanpassingen aan het lanceerplatform waren daarom eveneens benodigd.

## Vluchten
Een aantal onbemande testvluchten en zes bemande vluchten werden gepland binnen het Voschodprogramma. Uiteindelijk werden twee onbemande testvluchten, twee bemande vluchten en een onderzoeksvlucht met twee honden aan boord uitgevoerd. Hieronder een overzicht:
- Kosmos 47 - 6 oktober 1964 - Onbemande testvlucht van het Voschod-ruimteschip
- Voschod 1 - 12 oktober 1964 - Eerste vlucht met meerkoppige bemanning (3 kosmonauten)
- Kosmos 57 - 22 februari 1965 - Onbemande en mislukte testvlucht met een luchtsluis
- Voschod 2 - 18 maart 1965 - Eerste ruimtewandeling door Aleksej Leonov
- Kosmos 110 - 22 februari 1966 - Onderzoeksvlucht van 22 dagen met o.a. twee honden, Oegoljok en Veterok

## Resultaten
Het lukte de Sovjet-Unie met het Voschodprogramma inderdaad om een aantal primeurs bij het Amerikaanse Gemini-programma vandaan te slepen. Met Voschod 1 werd de eerste meerkoppige bemanning gelanceerd, maar ten koste van de veiligheid in een erg krappe capsule. De vlucht van Voschod 2 had de primeur van de eerste ruimtewandeling, door Aleksej Leonov. Jaren later kwam informatie naar buiten dat de kosmonaut veel problemen had tijdens zijn uitstapje buiten het ruimtevaartuig en dat het niet veel gescheeld had of hij was hierbij omgekomen.
Na de verandering van leiderschap van de Sovjet-Unie, die plaatsvond tijdens de vlucht van Voschod 1, werd het belang van primeurs minder groot. Chef-ontwerper Koroljov richtte zijn aandacht weer op het Sojoez-project en liet Voschod een stille dood sterven. De vier overige, reeds geplande, bemande vluchten werden in het najaar van 1966 en het voorjaar van 1967 afgelast.